# Loïc Legendre
Loïc Legendre (* 1985) ist ein französischer Schauspieler.
Legendre besuchte die Florent Schule. 1997 gab er sein Theaterdebüt, ab 2001 besuchte er das Konservatorium des 10. Arrondissement in Paris. Seit 2011 stand Legendre für bislang über 30 Film- und Fernsehproduktionen vor der Kamera. Bekannt wurde er unter anderem durch eine wiederkehrende Nebenrolle in der Serie Le juge est une femme und in der Rolle des Pfarrers in der Monsieur Claude-Filmreihe.

## Filmographie (Auswahl)
- 2011: L'élève Ducobu
- 2012: Je ne suis pas mort
- 2014: Monsieur Claude und seine Töchter (Qu’est-ce qu’on a fait au Bon Dieu?)
- 2016: Elle
- 2016: Alles unter Kontrolle! (Débarquement immédiat !)
- 2016–2018: Vestiaires libérés (Fernsehserie, 5 Folgen)
- 2017/2021: Agatha Christie: Kleine Morde/Mörderische Spiele (Les Petits Meurtres d’Agatha Christie, Fernsehserie, 2 Folgen)
- 2017–2022: Die Richterin (Le juge est une femme, Fernsehserie, 33 Folgen)
- 2019: Monsieur Claude 2 (Qu’est-ce qu’on a encore fait au Bon Dieu?)
- 2019: Willkommen in der Nachbarschaft (Jusqu’ici tout va bien)
- 2019: Roxane
- 2020: Crime Scene Riviera (Section de recherches, Fernsehserie, 2 Folgen)
- 2020: Les blagues de Toto
- 2020: Belle Fille – Plötzlich Schwiegertochter
- 2020: Das große Abenteuer des kleinen Vampirs (Petit Vampire, Sprechrolle)
- 2021: Monsieur Claude und sein großes Fest (Qu’est-ce qu’on a tous fait au Bon Dieu?)
- 2022: Ducobu Président !